# Scheuren BE
| BE ist das Kürzel für den Kanton Bern in der Schweiz. Es wird verwendet, um Verwechslungen mit anderen Einträgen des Namens Scheuren zu vermeiden. |

Scheuren ist eine politische Gemeinde im Verwaltungskreis Biel/Bienne des Kantons Bern in der Schweiz.

Historisches Luftbild von Werner Friedli von 1958

## Geographie
Die Nachbargemeinden im Süden beginnend im Uhrzeigersinn sind Schwadernau, Orpund, Safnern, Meienried und Dotzigen.

## Bevölkerung
Scheuren ist zu 94,54 % eine deutschsprachige Gemeinde. 4,51 % sind französischsprachig.

## Politik
In Scheuren gibt es eine Sektion der SP und eine Bürgerliche Ortsvereinigung. Gemeindepräsident ist Andreas Minder (Stand 2025).
Die Stimmenanteile der Parteien anlässlich der Nationalratswahl 2023 betrugen: SVP 45,6 % (+1,5 %), SP 13,6 % (+1,9 %), Mitte 9,1 % (−4,2 %), GPS 8,6 % (−0,2 %), EDU 6,3 % (+4,8 %), FDP 5,3 % (−2,3 %), glp 4,6 % (−4,3 %), EVP 4,0 % (+0,8 %).

## Versorgung
Wasser
Scheuren ist eine Verbandsgemeinde der Seeländischen Wasserversorgung.

## Bilder

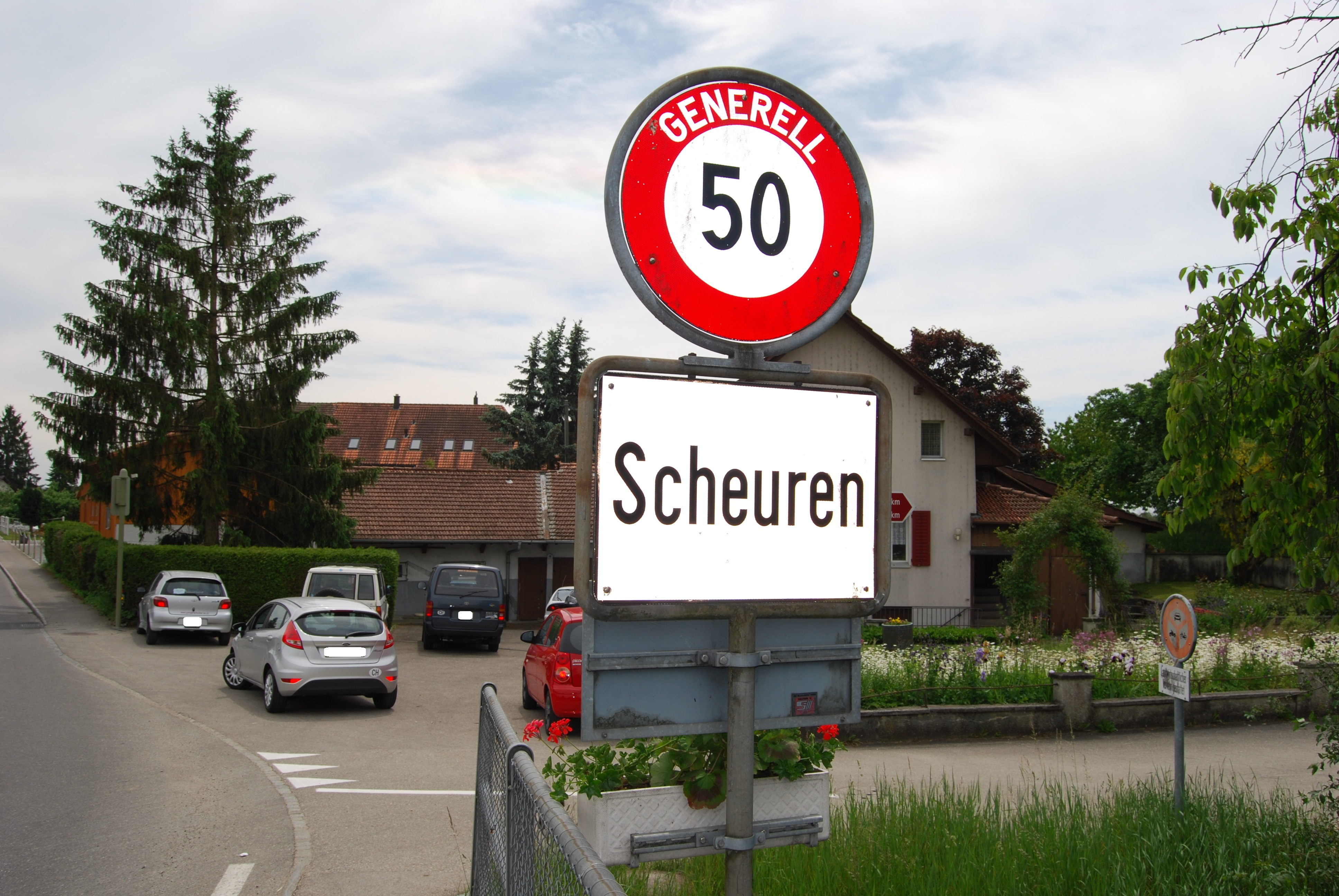
Ortseingang an der Brücke über den Nidau-Büren-Kanal
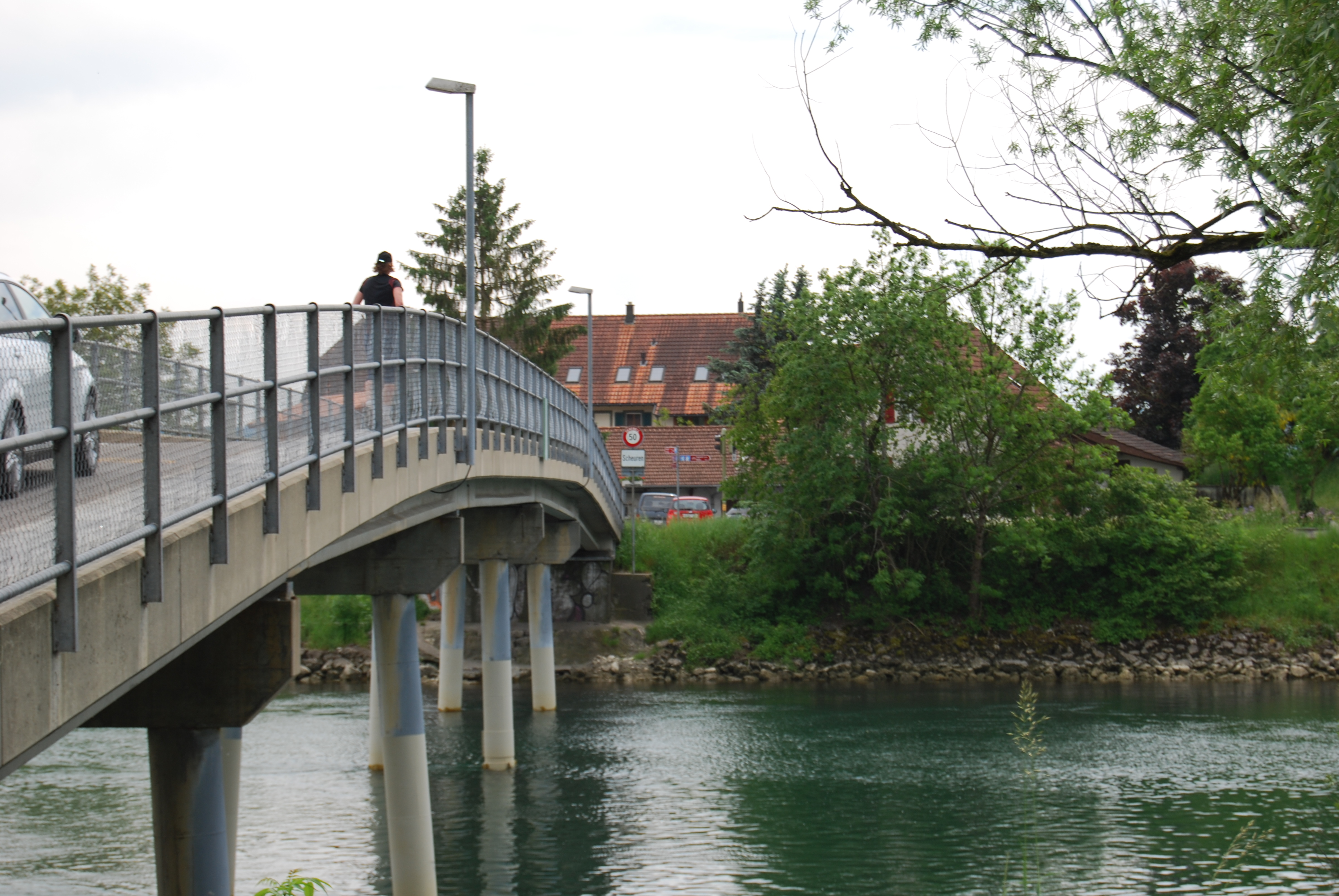
Die Brücke über den Nidau-Büren-Kanal
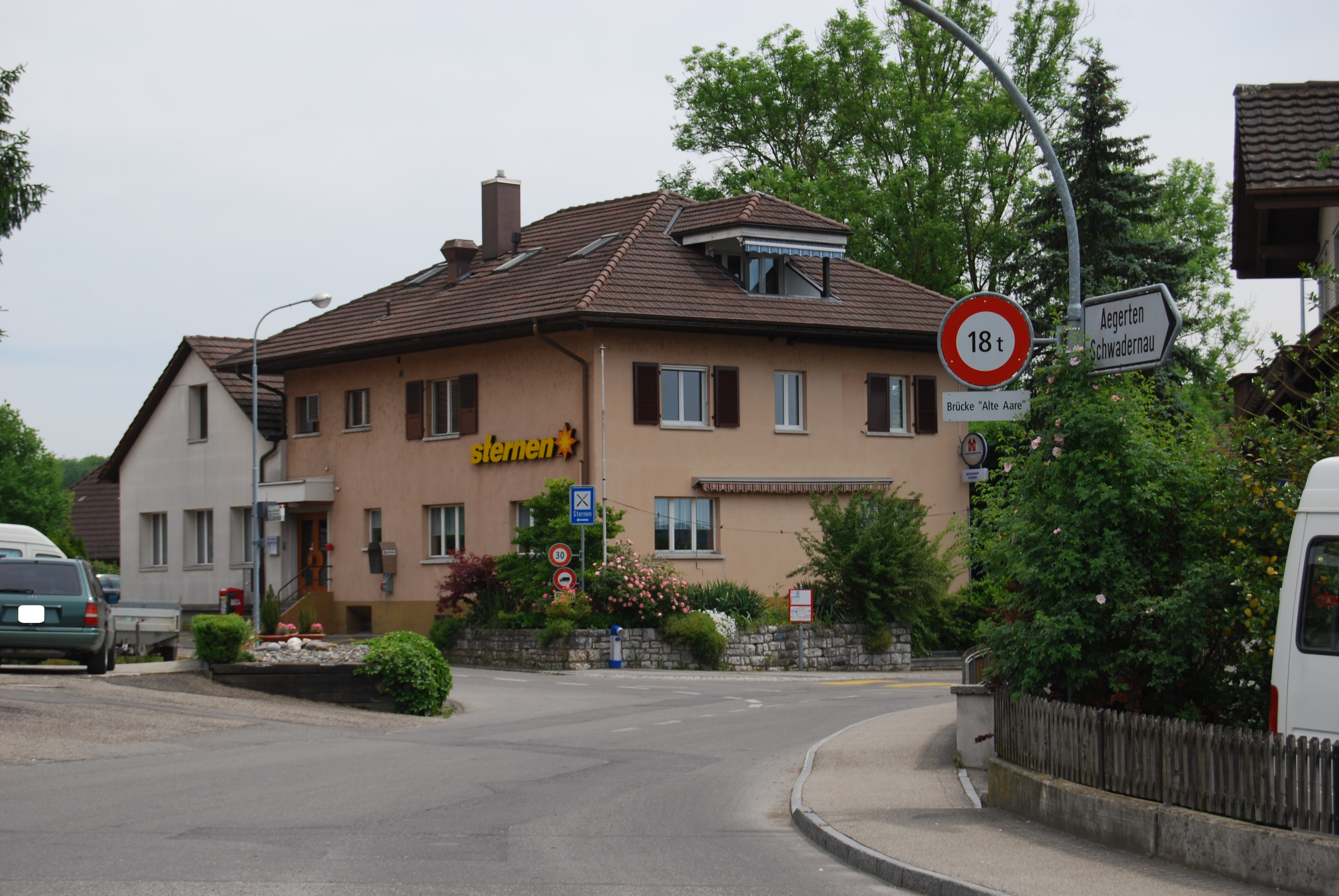
Restaurant «Sternen»
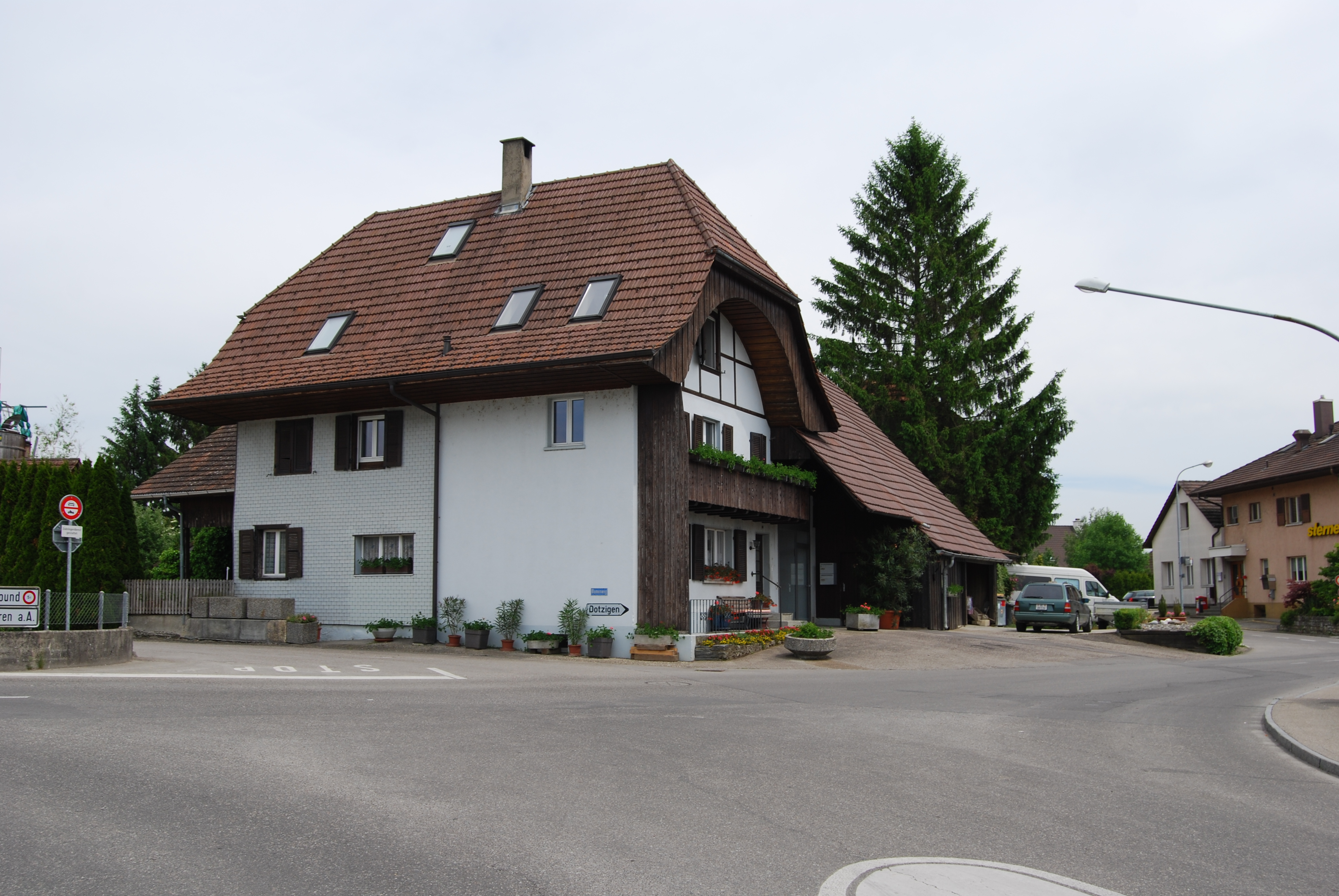
Dorfzentrum